# 151-я отдельная механизированная бригада
151-я отдельная механизированная бригада (укр. 151-ша окрема механізована бригада (151 ОМБр)) — механизированное соединение Сухопутных войск Украины.

## История
В декабре 2023 года сообщалось о создании 151-й механизированной бригады. По данным Forbes, бригада предположительно не получит современную западную технику и будет полагаться на советские БМП или МТЛБ.

## Командиры
- (2024) полковник Вадим Самойленко

## См. раздел также
- Механизированные войска Украины
- Структура Сухопутных войск Украины